# Club de Amigos del Balonmano de Villarrobledo
El Club de Amigos del Balonmano de Villarrobledo es un club deportivo de España con sede en Villarrobledo (Albacete).

## Historia
En Villarrobledo el balonmano siempre ha sido un deporte con mucho arraigo y del que han salido buenos jugadores, sin embargo, tras varios años jugando en 2.ª división nacional, que entonces tenía un ámbito nacional, con el patrocinio de Happenning y en cuya etapa, estuvo al frente Ramón Arenas desciende por problemas económicos.
Tras unos años militando en provincial vuelve a jugar una fase de ascenso que no resulta demasiado exitosa. Tras esta fase de ascenso grandes disidencias con el primer ayuntamiento democrático de Villarrobledo y sobre todo con su concejal de deportes desembocan en la desaparición total el equipo en 1985.
En 1989 un grupo de estos exjugadores comienzan a reunirse con el deseo de relanzar el balonmano en Villarrobledo. Entre estas personas destacan J. Pedro Alumbreros, José González Navarro, Guillermo Simón y Herminio Moyano; los contactos con un equipo juvenil que salía por generación espontánea de los institutos, y la recuperación de antiguos exjugadores como Larry, Herminio, P. Joaquin, etc. da como fruto un equipo con un respaldo directivo. Casi todo estaba completo, quedaba la pieza clave.
A través de Lisardo Fernández se contacta con el técnico nacional Alberto Sainz quien se ilusiona con el proyecto y decide hacerse cargo de la dirección del equipo.
El 9 de agosto de 1989 nace legalmente el CLUB AMIGOS DEL BALONMANO de Villarrobledo, conocido como C.A.B.Villarrobledo.
A partir de este instante todo era construir sobre un solar. Había que planificar todo, desde la faceta económica hasta la deportiva. En un periodo de 3 años el C.A.B. empieza a consolidarse en el panorama regional con presencia en todas las competiciones desde alevines hasta juveniles y participación en las dos divisiones sénior nacionales, de ámbito territorial: la 2.ª masculina y la 2.ª femenina con el C.A.B.-Cruz Roja Villarrobledo.
En la temporada 93/94, Alberto Sainz cree haber tocado techo con este equipo, y decide que es el momento de su relevo. La directiva piensa en el jugador Lisardo Fernández, que en los años de convivencia activa con Alberto Sainz se había estado preparando, y ya entonces había acabado el título de entrenador territorial, disponiéndose a realizar el nacional y le propone hacerse cargo del equipo.
A partir de aquí, comenzaba una nueva época para el Balonmano roblense, de la que su máximo exponente es el campeonato de 2.ª división nacional y la fase de ascenso de Granada en el 1996, donde el C.A.B. está a punto de lograr el ascenso.
El balonmano en Villarrobledo había logrado ilusionar a una población y mantener a los medios de comunicación pendientes del balonmano.
Sin embargo, un nuevo techo se había tocado, y al año siguiente este equipo se veía envuelto en graves problemas económicos, lesiones de jugadores, etc. esto provoca una desaparición transitoria del equipo sénior.
Sin embargo, el C.A.B.Villarrobledo, ha diseñado una estructura, basada en las escuelas deportivas de balonmano lo que le permite nutrirse de jugadores exclusivamente locales con ilusión firme de defender el nombre de Villarrobledo en toda Castilla-La Mancha. Como consecuencia de ello, el C.A.B. recupera la categoría en la temporada actual, con la ilusión y el ánimo renovados.
A partir de aquí, la progresiva incorporación de jugadores de la cantera, lo que genera una sana competitividad entre ellos, permitiendo que el equipo paulatinamente pueda alcanzar mayores cotas de competitividad, reverdeciendo viejos laureles y esperando alcanzar el ansiado objetivo: el ascenso a 1.ª división nacional.

## Palmarés
TEMPORADA 90/91
SUBCAMPEÓN REGIONAL JUVENIL MASCULINO
TEMPORADA 91/92
3.º CLASIFICADO REGIONAL JUVENIL FEMENINO
TEMPORADA 92/93
CAMPEÓN COPA I CASTILLA-LA MANCHA SÉNIOR MASCULINO
4.º CLASIFICADO REGIONAL JUVENIL MASCULINO
SUBCAMPEÓN REGIONAL JUVENIL FEMENINO
TEMPORADA 93/94
4.º CLASIFICADO REGIONAL JUVENIL MASCULINO
CAMPEÓN REGIONAL JUVENIL FEMENINO MOCEJON ABRIL-1994
3.º CLASIFICADO CAMPEONATO DE ESPAÑA JUVENIL FEMENINO FASE ZONAL SOLUCAR (SEVILLA) ABRIL-1996
TEMPORADA 94/95
3.º CLASIFICADO REGIONAL JUVENIL FEMENINO
TEMPORADA 95/96
SUBCAMPEÓN TORNERO DIPUTACIÓN DE CIUDAD REAL
TEMPORADA 96/97
CAMPEÓN 2.ª DIVISIÓN NACIONAL SENIOR MASCULINA
3.º CLASIFICADO FASE DE ASCENSO A 1.ª DIVISIÓN GRANADA ABRIL-2002
CAMPEÓN TORNEO DIPUTACIÓN PROVINCIAL DE CIUDAD REAL JUVENIL MASCULINO
TEMPORADA 00/01
SUBCAMPEÓN 2.ª DIVISIÓN NACIONAL SÉNIOR MASCULINA
CAMPEÓN COPA FEDERACIÓN SÉNIOR MASCULINA
TEMPORADA 01/02
CAMPEÓN 2.ª DIVISIÓN NACIONAL SÉNIOR MASCULINA
CAMPEÓN CASTILLA-LA MANCHA JUVENIL MASCULINO
3.º CLASIFICADO CAMPEONATO DE ESPAÑA JUVENIL FASE ZONAL ADRA (ALMERÍA) ABRIL-2002
3.º CLASIFICADO FASE DE ASCENSO A 1.ª DIVISIÓN ALICANTE ABRIL-02
TEMPORADA 02/03
SUBCAMPEÓN 2.ª DIVISIÓN NACIONAL SÉNIOR MASCULINA
CAMPEÓN TORNEO INTERNACIONAL TORRELLANO-03 CATEGORÍA CADETE
TEMPORADA 03/04
SUBCAMPEÓN 2.ª DIVISIÓN NACIONAL SÉNIOR MASCULINA
SUBCAMPEÓN TERRITORIAL JUVENIL MASCULINO
SUBCAMPEóN TORNEO INTERNACIONAL TORRELLANO-03 CATEGORÍA JUVENIL
TEMPORADA 04/05
CAMPEÓN 2.ª DIVISIÓN NACIONAL SÉNIOR MASCULINA
3ER CLASIFICADO FASE DE ASCENSO MIJAS (MALAGA) MAYO-05
TEMPORADA 05/06
CAMPEÓN 2.ª DIVISIÓN NACIONAL SÉNIOR MASCULINA
3ER CLASIFICADO FASE DE ASCENSO LA CAÑADA (ALMERIA) MAYO-06
SUBCAMPEÓN CATEGORÍA JUVENIL MASCULINA
- Datos: Q5774931